# چیکا کورودا
چیکا کورودا (ژاپنی:黒田チカ؛ زادهٔ ۲۴ مارس ۱۸۸۴ – درگذشتهٔ ۸ نوامبر ۱۹۶۸) یک شیمیدان ژاپنی بود که پژوهش‌هایش بر رنگدانه‌های طبیعی متمرکز بود. او نخستین زنی در ژاپن بود که مدرک کارشناسی علوم دریافت کرد.

## زندگی‌نامه
چیکا کورودا در ۲۴ مارس ۱۸۸۴ در ساگا، کیوشو متولد شد. او سومین دختر پدرش، هیهاچی کورودا (۱۹۲۴–۱۸۴۳) و مادرش توکو بود.
او در بخش زنان مدرسه تربیت معلم ساگا تحصیل کرد و در سال ۱۹۰۱ فارغ‌التحصیل شد و به مدت یک سال به‌عنوان معلم کار کرد. در سال ۱۹۰۲ وارد بخش علوم مدرسه عالی زنان ریکا شد و در سال ۱۹۰۶ فارغ‌التحصیل شد. سپس به مدت یک سال در مدرسه تربیت معلم فوکوی تدریس کرد و در سال ۱۹۰۷ در برنامهٔ تحصیلات تکمیلی مدرسه عالی زنان کنکیوکا ثبت‌نام کرد. او این دوره را در سال ۱۹۰۹ به پایان رساند و به‌عنوان استاد یار در مدرسه عالی زنان توکیو منصوب شد. در سال ۱۹۱۳، زمانی که دانشگاه امپریال توهوکو نخستین دانشگاه امپریال ژاپن شد که دانشجویان زن را پذیرش کرد، او در میان نخستین گروه از سه زن پذیرفته‌شده در بخش شیمی دانشکده علوم بود؛ دو زن دیگر، اومه تانگه و راکو ماکیتا بودند. استاد راهنمای او، ریکو ماجیما، علاقهٔ کورودا به شیمی آلی، به‌ویژه رنگدانه‌های طبیعی را برانگیخت؛ او پژوهش کورودا دربارهٔ رنگدانهٔ بنفش گیاه «لیتوسپرموم اریتروریزون» را سرپرستی کرد. کورودا در سال ۱۹۱۶ مدرک کارشناسی علوم خود را دریافت کرد و بدین‌ترتیب نخستین زن در ژاپن شد که چنین مدرکی را کسب می‌کرد.
او پس از فارغ‌التحصیلی در سال ۱۹۱۶ به‌عنوان استاد یار در دانشگاه امپریال توهوکو منصوب شد و در سال ۱۹۱۸ استاد مدرسه عالی زنان توکیو شد. همان سال، او نخستین زنی شد که در انجمن شیمی ژاپن ارائه‌ای علمی انجام داد و نتایج پژوهشش در مورد رنگدانهٔ «ل. اریتروریزون» را ارائه کرد. در سال ۱۹۲۱ به دانشگاه آکسفورد سفر کرد و در آنجا زیر نظر ویلیام هنری پرکین روی مشتقات اسید فتالونیک پژوهش کرد. او در سال ۱۹۲۳ به ژاپن بازگشت و فعالیت خود را به‌عنوان استاد در مدرسه عالی زنان توکیو از سر گرفت. در سال ۱۹۲۴ از سوی مؤسسه RIKEN مأمور شد تا ساختار شیمیایی کارتامین، رنگدانهٔ گلرنگ («آفتابگردان») را بررسی کند. رسالهٔ او با عنوان «ساختار کارتامین» برایش در سال ۱۹۲۹ مدرک دکترای علوم به ارمغان آورد. او دومین زن در ژاپن بود که چنین مدرکی دریافت می‌کرد؛ پس از کونو یاسویی.
در طول دهه‌های ۱۹۳۰ و ۱۹۴۰، پژوهش کورودا شامل بررسی رنگدانه‌های گل روز آسیایی («گل روز آسیایی»)، پوست بادمجان، دانه‌های سیاه سویا، برگ‌های شیسوی قرمز و خارهای خارپشت دریایی بود، و نیز مشتقات نفتوکینون را نیز مورد بررسی قرار داد. در سال ۱۹۳۶، جایزه ماجیما را از انجمن شیمی ژاپن دریافت کرد. در سال ۱۹۴۹ به‌عنوان استاد در دانشگاه اوچانومیزو منصوب شد و هم‌زمان پژوهش در زمینه رنگدانه‌های پوست پیاز را آغاز کرد. استخراج بلورهای کوئرستین از پوست پیاز توسط او منجر به تولید داروی ضد فشار خون کراتین C شد. او در سال ۱۹۵۲ بازنشسته شد، اما به‌عنوان استاد ممتاز به تدریس در دانشگاه اوچانومیزو ادامه داد. در سال ۱۹۵۹ نشان روبان بنفش را دریافت کرد و در سال ۱۹۶۵ نشان تاج گرانبهای درجه سوم به او اعطا شد. در سال ۱۹۶۷ به بیماری قلبی مبتلا شد و در ۸ نوامبر ۱۹۶۸ در فوکوئوکا، در سن ۸۴ سالگی درگذشت.